# Đốc Binh Kiều (xã)
Đốc Binh Kiều là một xã thuộc tỉnh Đồng Tháp, Việt Nam.

## Địa lý
Xã Đốc Binh Kiều có vị trí địa lý:
- Phía đông và bắc giáp tỉnh Tây Ninh.
- Phía đông nam giáp xã Hậu Mỹ và Mỹ Thiện.
- Phía tây giáp xã Tháp Mười.
- Phía tây bắc giáp xã Trường Xuân.
- Phía nam giáp xã Thanh Mỹ.

Xã Đốc Binh Kiều có diện tích tự nhiên 77,82 km², dân số năm 2025 là 28.797 người, mật độ dân số đạt 370 người/km².
Xã được đặt tên theo Đốc binh Lê Công Kiều (còn có tên là Nguyễn Tấn Kiều) một thủ lĩnh nghĩa quân chống Pháp cuối thế kỷ 19.

## Lịch sử
Quyết định số 4-CP ngày 05 tháng 01 năm 1981 của Hội đồng Chính phủ, chia huyện Cao Lãnh thành hai huyện lấy tên là huyện Cao Lãnh và huyện Tháp Mười, xã Đốc Binh Kiều thuộc huyện Tháp Mười.
Quyết định số 36-HĐBT ngày 06 tháng 03 năm 1984 của Hội đồng Bộ trưởng, giải thể 4 xã Mỹ Hoà, Đốc Binh Kiều, Mỹ An, Thanh Mỹ để thành lập 6 xã và một thị trấn mới là xã Mỹ Hoà, Tân Kiều, Đốc Binh Kiều, Phú Điền, Thanh Mỹ, Mỹ An và thị trấn Mỹ An.
Ngày 16 tháng 6 năm 2025, Ủy ban Thường vụ Quốc hội ban hành Nghị quyết số 1663/NQ-UBTVQH15 về việc sắp xếp các đơn vị hành chính cấp xã của tỉnh Đồng Tháp năm 2025. Theo đó, sắp xếp toàn bộ diện tích tự nhiên, quy mô dân số của xã Tân Kiều và Đốc Binh Kiều thành xã mới có tên gọi là xã Đốc Binh Kiều.
Sau khi sáp nhập, xã Đốc Binh Kiều có 77,82 km² diện tích tự nhiên và dân số 28.797 người.

## Hành chính
Xã Đốc Binh Kiều được chia thành 5 ấp.

## Ảnh
|  |  |  |
|  |  |  |